# Organtýn

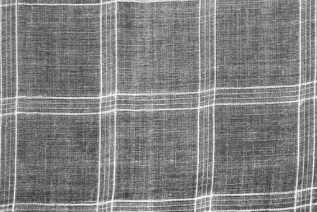
Károvaný organtýn z roku 1920: osnova 6 tex, útek 4 tex, 41 g/m², standardní úprava

Organtýn je řídká tkanina v plátnové vazbě z měkké, velmi jemné bavlněné nebo směsové příze.
Tkanina je oboustranně  požehovaná,  mercerovaná a  kalandrovaná. Textilie je po této úpravě tuhá, lesklá a průsvitná, proto se někdy nazývá skleněný batist. Lesk a tuhost zůstanou i po vyprání, když se výrobek ještě za horka žehlí. 
Použití: letní a večerní šaty, halenky, límce